# Донеллі
Донеллі (англ. Donnelly) — село в Канаді, у провінції Альберта, у складі муніципального району Смоукі-Рівер № 130.

## Населення
За даними перепису 2016 року, село нараховувало 342 особи, показавши зростання на 12,1%, порівняно з 2011-м роком. Середня густина населення становила 262 осіб/км².
З офіційних мов обидвома одночасно володіли 175 жителів, тільки англійською — 160, тільки французькою — 5. Усього 25 осіб вважали рідною мовою не одну з офіційних, з них 5 — одну з корінних мов.
Працездатне населення становило 190 осіб (66,7% усього населення), рівень безробіття — 13,2% (20% серед чоловіків та 0% серед жінок). 94,7% осіб були найманими працівниками, а 5,3% — самозайнятими.
Середній дохід на особу становив $75 311 (медіана $44 928), при цьому для чоловіків — $122 971, а для жінок $33 395 (медіани — $53 888 та $36 736 відповідно).
29,8% мешканців мали закінчену шкільну освіту, не мали закінченої шкільної освіти — 29,8%, 40,4% мали післяшкільну освіту, з яких 26,1% мали диплом бакалавра, або вищий.
| Статево-вікова структура населення | Статево-вікова структура населення | Статево-вікова структура населення | Статево-вікова структура населення | Статево-вікова структура населення |
| ---------------------------------- | ---------------------------------- | ---------------------------------- | ---------------------------------- | ---------------------------------- |
|                                    |                                    |                                    |                                    |                                    |
| Всього                             | Всього                             | 51,5%48,5%                         |                                    |                                    |
| 0 — 14 років                       | 0 — 14 років                       |                                    | 21,7%                              | 21,7%                              |
| 15 — 64 років                      | 15 — 64 років                      |                                    | 65,2%                              | 65,2%                              |
| 65 і більше                        | 65 і більше                        |                                    | 13%                                | 13%                                |
| 85 і більше                        | 85 і більше                        |                                    | 1,4%                               | 1,4%                               |
| Середній вік (років)               | Середній вік (років)               | 37,140,0                           | 38,5                               | 38,5                               |
| Медіана (років)                    | Медіана (років)                    | 36,841,6                           | 39,0                               | 39,0                               |
| — чоловіки — жінки                 |                                    |                                    |                                    |                                    |

| Походження мешканців:     | Походження мешканців:     | Походження мешканців: | Походження мешканців: | Походження мешканців: |
| ------------------------- | ------------------------- | --------------------- | --------------------- | --------------------- |
| Походження                |                           |                       | осіб                  | %                     |
| Корінні американці        | Корінні американці        |                       | 20                    | 5.63%                 |
| Інше північноамериканське | Інше північноамериканське |                       | 185                   | 52.11%                |
| Європейське               | Європейське               |                       | 185                   | 52.11%                |
| британське                | британське                |                       | 85                    | 23.94%                |
| французьке                | французьке                |                       | 120                   | 33.8%                 |
| українське                | українське                |                       | 15                    | 4.23%                 |
| Азійське                  | Азійське                  |                       | 25                    | 7.04%                 |

| Зайнятість населення за галузями (за класифікацією NOC): | Зайнятість населення за галузями (за класифікацією NOC): | Зайнятість населення за галузями (за класифікацією NOC): | Зайнятість населення за галузями (за класифікацією NOC): | Зайнятість населення за галузями (за класифікацією NOC): |
| -------------------------------------------------------- | -------------------------------------------------------- | -------------------------------------------------------- | -------------------------------------------------------- | -------------------------------------------------------- |
|                                                          |                                                          |                                                          |                                                          |                                                          |
| Управління                                               | Управління                                               |                                                          | 15,8%                                                    | 15,8%                                                    |
| Бізнес, фінанси та адміністрування                       | Бізнес, фінанси та адміністрування                       |                                                          | 13,2%                                                    | 13,2%                                                    |
| Освіта, правозахист, муніципальні та урядові служби      | Освіта, правозахист, муніципальні та урядові служби      |                                                          | 15,8%                                                    | 15,8%                                                    |
| Мистецтво, культура, відпочинок та спорт                 | Мистецтво, культура, відпочинок та спорт                 |                                                          | 5,3%                                                     | 5,3%                                                     |
| Роздрібна торгівля та послуги                            | Роздрібна торгівля та послуги                            |                                                          | 28,9%                                                    | 28,9%                                                    |
| Гуртова торгівля, транспорт та обладнання                | Гуртова торгівля, транспорт та обладнання                |                                                          | 15,8%                                                    | 15,8%                                                    |
| Природні ресурси, сільське господарство                  | Природні ресурси, сільське господарство                  |                                                          | 5,3%                                                     | 5,3%                                                     |
| Виробництво                                              | Виробництво                                              |                                                          | 5,3%                                                     | 5,3%                                                     |

## Клімат
Середня річна температура становить 1,1°C, середня максимальна – 20,9°C, а середня мінімальна – -24,2°C. Середня річна кількість опадів – 452 мм.
| Клімат поселення                              | Клімат поселення | Клімат поселення | Клімат поселення | Клімат поселення | Клімат поселення | Клімат поселення | Клімат поселення | Клімат поселення | Клімат поселення | Клімат поселення | Клімат поселення | Клімат поселення | Клімат поселення |
| Показник                                      | Січ.             | Лют.             | Бер.             | Квіт.            | Трав.            | Черв.            | Лип.             | Серп.            | Вер.             | Жовт.            | Лист.            | Груд.            |                  |
| Середній максимум, °C                         | −11,07           | −6,5             | −0,16            | 10,12            | 16,71            | 20,81            | 20,89            | 19,90            | 14,87            | 8,91             | −2,06            | −9,7             |                  |
| Середня температура, °C                       | −17,69           | −13,1            | −6,76            | 3,53             | 10,11            | 14,22            | 15,96            | 14,96            | 9,94             | 3,99             | −6,98            | −14,63           |                  |
| Середній мінімум, °C                          | −24,24           | −19,68           | −13,36           | −3,06            | 3,52             | 7,62             | 11,04            | 10,03            | 5,01             | −0,93            | −11,9            | −19,55           |                  |
| Норма опадів, мм                              | 28               | 21               | 15               | 19               | 38               | 73               | 70               | 60               | 44               | 29               | 31               | 24               |                  |
| Середньомісячна швидкість вітру, м/с          | 3.60             | 3.60             | 3.60             | 3.70             | 3.70             | 3.50             | 3.06             | 3.05             | 3.40             | 3.80             | 3.50             | 3.70             |                  |
| Середньомісячна сонячна радіація, кДж/м²·день | 2561             | 5898             | 11382            | 16888            | 20172            | 21819            | 21478            | 17551            | 11500            | 6309             | 2949             | 1752             |                  |
| --------------------------------------------- | ---------------- | ---------------- | ---------------- | ---------------- | ---------------- | ---------------- | ---------------- | ---------------- | ---------------- | ---------------- | ---------------- | ---------------- | ---------------- |
| Джерело:                                      |                  |                  |                  |                  |                  |                  |                  |                  |                  |                  |                  |                  |                  |